# Black Is Black
«Black Is Black» es una canción interpretada por la banda española de rock Los Bravos y su sencillo de debut en 1966. Fue el primer tema español en tener repercusión en las listas de éxitos internacionales, ya que alcanzó la segunda posición en listas en el Reino Unido, la primera en Canadá, y la cuarta en Estados Unidos.

## Producción
Los Bravos surgió a partir de una banda anterior, Los Sonor, que estuvo formada por cuatro de los cinco miembros de la banda: Miguel Vicens Danus (bajo eléctrico), Tony Martínez (guitarra eléctrica), Manuel Fernández (teclado), y Pablo Sanllehí (batería). A la formación se sumó más tarde como vocalista Mike Kennedy, pseudónimo del alemán Michael Volker Kogel. Con el nuevo miembro, el grupo decidió componer todas sus canciones en lengua inglesa para llamar la atención de las discográficas internacionales. Ivor Raymonde, directivo de Decca Records, se interesó en Los Bravos y les ofreció ir a Inglaterra para producirles un EP.
Aunque Los Bravos interpretaron originalmente el tema, solo Mike Kennedy pudo participar en la grabación en Londres. En esos años, toda grabación en el Reino Unido solo podía contar con músicos nativos por convenio, por lo que los músicos españoles viajaron pero no pudieron participar. La leyenda urbana cuenta que entre los artistas de estudio se encontraba Jimmy Page, que años más tarde labraría una exitosa carrera en Led Zeppelin. Este hecho fue reconocido tiempo después por Pablo Sanllehí, quien declaró que la grabación «era un tecnicismo (...) pero éramos nosotros quienes teníamos que defender la canción en directo».

## Repercusión
Black Is Black comenzó a sonar en la radio en 1966 y fue un éxito inmediato en España, donde vendió dos millones de copias y fue número uno en Los 40 Principales durante seis semanas consecutivas. Sin embargo, destacó por ser el primer éxito comercial de un tema español a nivel internacional. En el Reino Unido llegó al segundo puesto en la lista de sencillos más vendidos, en Canadá fue número uno. Buena parte del éxito en Norteamérica se debió a que, en las primeras semanas, algunos oyentes creyeron que la canción era interpretada por Gene Pitney, con un timbre de voz similar al de Mike Kennedy.
El éxito de la canción a nivel internacional propició una versión en francés, "Noir c'est noir", interpretada por Johnny Hallyday. Dicho tema fue número uno en la lista de sencillos francesa durante siete semanas consecutivas. Años después, Black Is Black fue versionada por otros artistas como Cerrone, La Belle Epoque, Rick Springfield o La Unión, entre otros.
En 2015 fue regrabada con un arreglo más moderno pero más pulido para tiempos actuales sin perder su verdadera esencia. Aunque los músicos ya tenían sentado el paso de los años, no perdieron el toque para esta versión que también está disponible para su compra en Itunes.

## Posición en las listas de éxitos

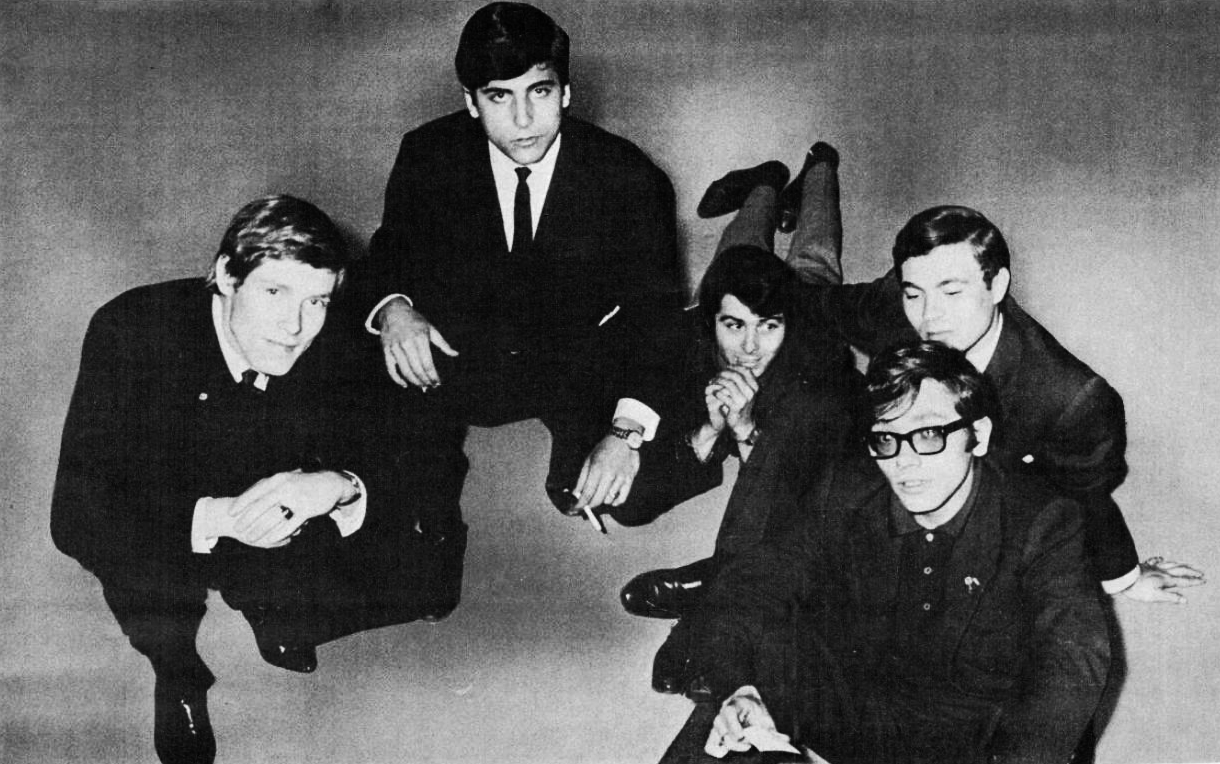
Foto tomada el 20 de agosto de 1966 y empleada para la promoción del disco sencillo Black Is Black.

| América        |                        |          |
| País           | Lista musical          | Posición |
| Canadá         | Canadian Singles Chart | 1        |
| Estados Unidos | Billboard Hot 100      | 4        |
| Europa         |                        |          |
| País           | Lista musical          | Posición |
| España         | Los 40 Principales     | 1        |
| Reino Unido    | Top 100                | 2        |